# Acacia rufobrunnea
Acacia rufobrunnea é uma espécie de leguminosa do gênero Acacia, pertencente à família Fabaceae.